# Атлетика на Летњим олимпијским играма 1904 — 4 миље екипно за мушкарце
Екипна трка на 4 миље била је први и последњи пут део атлетског програма на Летњим олимпијским играма 1904. одржаним у Сент Луису. Слична екипна трка одржана је и на Играма у Паризу 1900., само је дужина стазе била 5.000 метара.
Учествовале се две екипе САД (екипе клубова Њујорка и Чикага) од по пет спортиста, девет из САД и један из Француске. Такмичење је одржано 3. септембра 1904.

## Систем такмичења
Свих 10 такмичара стартовало је истовремено на стази дужине 4. миље. Број освојеног места је носио исто толики број освојених бодова. Бодови такмичара исте екипе су се сабирали. Мањи збир бодова свих такмичара једне екипе, дао је коначни пласман. 

## Резултати
| Место | Атлетичар                                  | Екипа     | Време   | Бодови |
| ----- | ------------------------------------------ | --------- | ------- | ------ |
| 1     | Артур Њутон Сједињене Америчке Државе      | АК Њујорк | 21:17,8 | 1      |
| 2     | Џим Лајтбоди Сједињене Америчке Државе     | АА Чикаго |         | 2      |
| 3     | Вилијам Вернер Сједињене Америчке Државе   | АА Чикаго |         | 3      |
| 4     | Лејси Херн Сједињене Америчке Државе       | АА Чикаго |         | 4      |
| 5     | Џорџ Андервуд Сједињене Америчке Државе    | АК Њујорк |         | 5      |
| 6     | Пол Пилгрим Сједињене Америчке Државе      | АК Њујорк |         | 6      |
| 7     | Хауард Валентајн Сједињене Америчке Државе | АК Њујорк |         | 7      |
| 8     | Дејвид Мансон Сједињене Америчке Државе    | АК Њујорк |         | 8      |
| 9     | Алберт Кореј Француска                     | АА Чикаго |         | 9      |
| 10    | Сидни Хеч Сједињене Америчке Државе        | АА Чикаго |         | 10     |

## Победници
| Место | Екипа                      | Бодови          |
| ----- | -------------------------- | --------------- |
|       | САД                        | 1+5+6+7+8 = 27  |
|       | Мешовити тим               | 2+3+4+9+10 = 28 |
|       | Учествовале само две екипе | —               |